# Junta Central Fallera

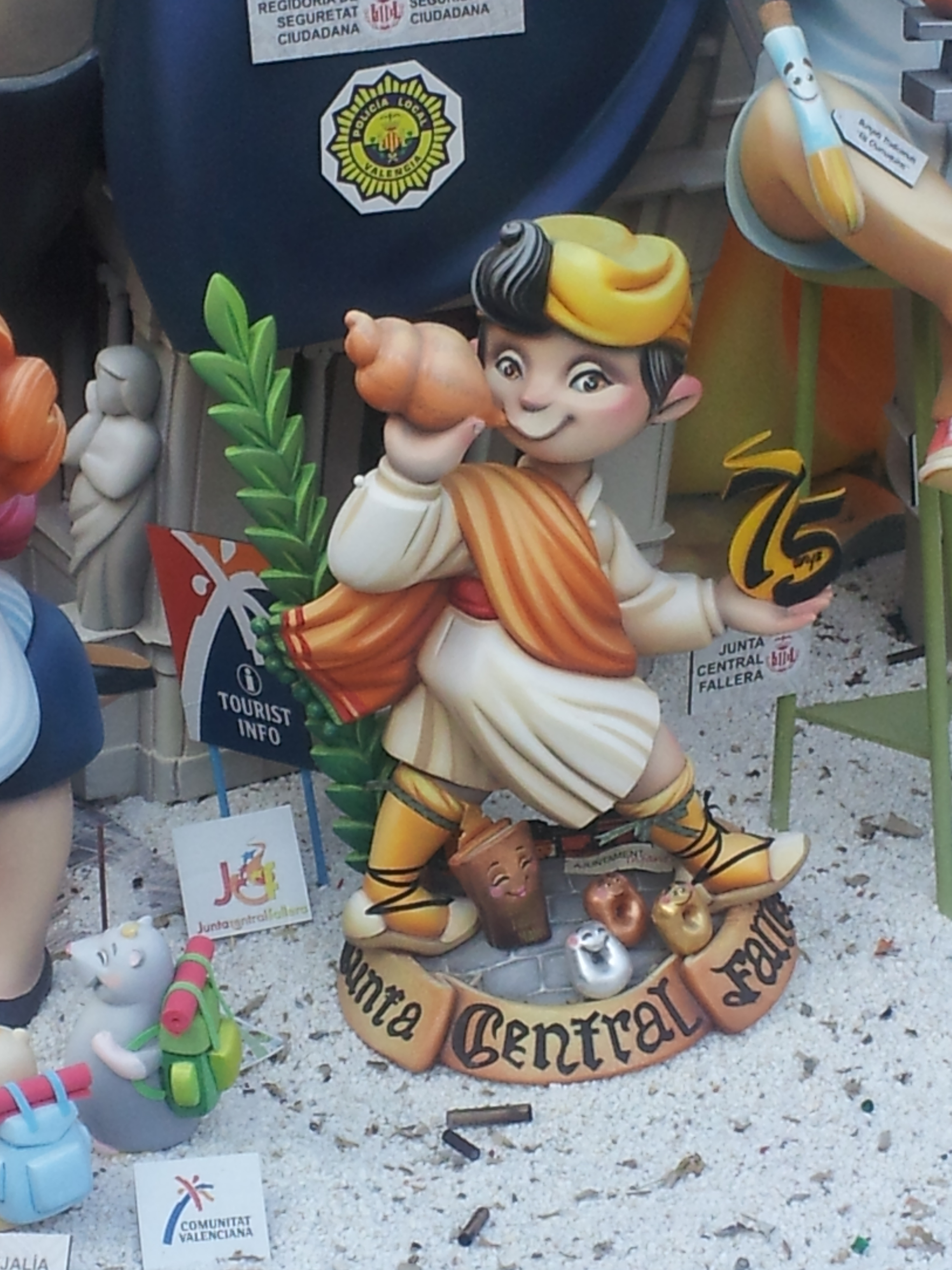
Ayuntamiento, Plantà, España.

La Junta Central Fallera es el organismo que regula y coordina la fiesta de las fallas en la ciudad de Valencia. De la entidad dependen las comisiones falleras de la capital valenciana, Burjasot, Mislata, Chirivella y Cuart de Poblet.
La Junta Central Fallera fue creada en 1939, sustituyendo al Comité Central Fallero, que databa de 1928. Cuenta con un presidente electivo, y desde 1944 también de una presidencia nata que depende del Ayuntamiento de Valencia. Tiene la sede en el edificio adjunto al Museo Fallero, en frente de la Ciudad de las Artes y las Ciencias, junto a la iglesia de Montolivete. La Junta Central Fallera se encarga, por ejemplo, de hacer la elección de la fallera mayor de Valencia, de elegir las mejores fallas de todas las categorías, así como de organizar los actos centrales de la fiesta, como la Ofrenda de Flores a la Virgen María de los Desamparados, y otros muchos. Hace falta destacar su importancia cívica y organizativa en la Comunidad Valenciana.